# Waiuku
Waiuku ist eine Stadt im Stadtgebiet des heutigen Auckland Council auf der Nordinsel von Neuseeland. Die Stadt gehörte bis Ende Oktober 2010 zum ehemaligen Franklin District, der am 1. November 2010 als Franklin Ward dem neu gebildeten Auckland Council untergeordnet wurde.

## Namensherkunft
Der Name der Stadt entstammt einer Legende, der von den beiden Brüdern Tamakae und Tamakou, die um die Hand einer schönen, hochrangigen Häuptlingsfrau warben. Tamakae war Landwirt und Versorger und Tamakou der Redner, den sie zunächst traf. Da sie sich für ihn nicht entscheiden konnte, sollte ihr darauf folgend Tamakae vorgestellt werden. Da dieser aber gerade in den Gärten arbeitete und schmutzig von der Arbeit auf der Kūmara-Plantage war, wurde er zuvor mit „wai“ (Wasser) und „uku“ (einer speziellen Art Schlamm) an dem Bach, der heute hinter dem Museum von Waiuku in den Waiuku River mündet, gewaschen. Tamakae gewann ihr Herz und heiratete sie. Von da an wurde der Ort „Waiuku“ genannt.

## Geographie
Die Stadt befindet sich rund 15 km westsüdwestlich von Pukekohe und rund 44 km südlich des Stadtzentrums von Auckland, am südlichen Ende eines Meeresarms des Manukau Harbour, der hier Waiuku River genannt wird. Der Waikato River fließt nur 8 km südlich seinem Mündungsgebiet in die Tasmansee entgegen.

## Geschichte
Waiuku als Siedlung entstand um 1843 als Hafen an der wichtigen Handelsroute zwischen Auckland und dem Agrargebiet der Region von Waikato. Die Siedlung war auch die Stelle, an der die Kanus (Waka) der Einheimischen vom Manukau Harbour zum Waikato River über Land getragen wurden.
Während des Waikato-Kriegs (1863–1864) wurde Waiuku eine Grenzstadt mit einem bewachten Blockhaus an der Grenze und beendete seine Rolle als Handelsposten, der bis dahin für die frühe Entwicklung des Ortes verantwortlich war. Später wurde Waiuku zu einem Landwirtschaftszentrum unter Verwaltung des Road Board und 1914 zu einem Stadt-Distrikt. 1955 erhob die Regierung die Stadt zu einer Borough und ordnete sie 1988 verwaltungstechnisch dem Franklin District unter. Ein wichtiger Entwicklungsfaktor für den Ort war die staatlich geförderte Errichtung von Neuseelands erstem Stahlwerk in Glenbrook Mitte der 1960er Jahre. Das Werk verarbeitet Eisensand aus den Ablagerungen an den Waikato Heads zu Stahl. Nach vielen Eigentümer- und Namenswechseln nennt sich das Werk heute wieder New Zealand Steel und ist eine Tochterfirma von BlueScope Steel aus Australien. Das Stahlwerk ist ein wichtiger Arbeitgeber des Ortes.

## Bevölkerung
Zum Zensus des Jahres 2013 zählte der Ort 8199 Einwohner, 11,9 % mehr als zur Volkszählung im Jahr 2006.

## Wirtschaft
Die Stadt mit ihrem Umland lebt von der Landwirtschaft und ein Teil der Einwohner von der Arbeit im nahegelegenen Stahlwerk. Maschinen- und Schiffsbaubetrieb gehören zu den weiteren Arbeitgebern, ebenso wie einzelne Sägewerke.

## Sehenswürdigkeiten
- Der Pub des Ortes, das The Kentish Hotel, ist das am längsten durchgehend lizenzierte Hotel Neuseelands. Es wurde von einem der ersten europäischen Siedler in Waiuku, Edward Constable 1851 als Gasthof eröffnet. Seine Herkunft aus Kent schlägt sich im Namen des Hotels und sein Name in der dahinter gelegenen Straße, der Constable Road nieder. Das The Kentish mit seinen reich geschmückten Verandas ist ein historischer Mittelpunkt der Stadt.
- Am Eingang des Tamakae-Schutzgebietes steht eine aus Kauri-Holz geschnitzte Statue des Tamakae. Die Stämme dafür wurden bei Erdarbeiten beim Bau des Stahlwerks gefunden und dem örtlichen Iwi Ngati Te Ata geschenkt.
- Im Schutzgebiet befindet sich ein kleines „historisches Dorf“ mit mehreren restaurierten Gebäuden, darunter das auf das Jahr 1886 zurückgehende Hartmann House, heute Werkstatt für Kunsthandwerker, das Pollock Cottage (1890), der Waiuku Jail (1865) und The Creamery (1890’s). Das nahegelegene Waiuku Museum besitzt Ausstellungsstücke aus der Kolonialzeit, Gegenstände der Māori, alte Segelboote und historische Fotografien.
- Ein geschichtlicher Pfad um die Stadt zeigt andere historisch interessante Punkte wie die Wesley Methodist Church von 1883, von der aus ein guter Ausblick auf die Stadt und das Schutzgebiet am Ufer vorhanden ist.
- Sehenswürdig ist auch die Westküste mit dem aus schwarzen Sand bestehenden Strand von Karioitahi und die Museumseisenbahn Glenbrook Vintage Railway.

## Persönlichkeiten
In Waiuku geboren:
- F. H. Maynard (1893–1976), Vizeluftmarschall
- Elsie Locke (1912–2001), Friedensaktivistin
- Ross Ihaka (* 1954), Statistiker und Associate Professor an der University of Auckland, entwickelte die Programmiersprache R
- Zinzan Brooke (* 1965), Rugby-Nationalspieler
- David Aspin, Ringer und Flaggenträger für Neuseeland bei den Eröffnungen der Olympischen Spiele 1972 und 1976

In Waiuku gelebt:
- Stumpy Holmes, Rallyefahrer
- Stephen Donald (* 1983), Rugby-Spieler von den Waikato Chiefs
- John Campbell Paterson, Bischof von Auckland